# Барсуковы
Барсуковы — старинный русский дворянский род.
Со временем этот род разделился на несколько самостоятельных ветвей:
Первая из них берёт своё начало от мещерина Степана Семёновича и его сына Самойлы Барсукова, верстанных поместьями в Шацком уезде, в 1674 и 1676 годах. Этот род был записан в VI часть дворянских родословных книг Тамбовской, Рязанской и Калужской губерний и имеет Высочайше утверждённый в 1903 году герб, внесённый в XVIII часть Общего Гербовника (страница 7). Из этого рода происходят писатели: Николай, Александр и Иван Платоновичи Барсуковы.
Родоначальником второй ветви рода этой фамилии стал Василий Васильевич Барсуков живший во второй половине XVI века. Этот род Барсуковых был записан Губернским дворянским депутатским собранием в VI часть родословных книг Тамбовской и Рязанской губерний Российской империи.
Третья ветвь Барсуковых, восходит к середине XVI века и происходит от Михаила Ивановича Барсукова и его внуков, Фёдора и Родиона Ивановичей, и записанный в VI часть родословной книги Курской губернии, но не утверждённый Герольдией Правительствующего Сената в древнем (столбовом) дворянстве.
Иван Якимович Барсуков, из крестьян Вологодского уезда, лейб-компании гренадер, возведён в потомственное дворянское достоинство Российской Империи 31.12.1741 г. Герб записан в Часть VI Общего гербовника дворянских родов Всероссийской империи, страница 156.

## Описание гербов

#### Герб. Часть VI. № 156.

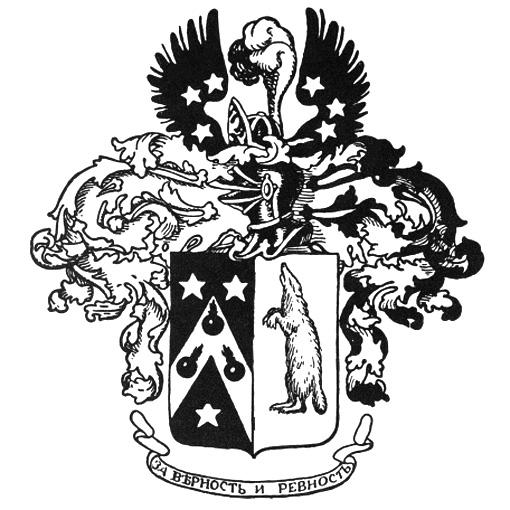
ОГ VI, 156

Щит разделен перпендикулярно на две части, из них в правой части, в чёрном поле, между тремя серебряными пятиугольными звездами, изображено золотое стропило с означенными на нём тремя горящими гранатами натурального цвета. B левой части, в зелёном поле, барсук натурального цвета, бегущий диагонально к правому верхнему углу.
Щит увенчан обыкновенным дворянским шлемом, на котором наложена Лейб-Компании Гренадерская шапка со страусовыми перьями красного и белого цветов, а по сторонам шапки видны два черных орлиных крыла, а на них по три серебряные звезды. Намет на щите красного и чёрного цветов, подложенный золотом.

#### Герб. Часть XVIII. № 7.
Герб Барсуковых, потомства мещеряка Самойлы Степановича Барсукова, владевшего в 1676 году недвижимым имением в деревне Барсуки: в голубом щите горизонтально ромбообразный пояс в два ряда - серебро и черный цвет. Вверху. над ним в ряд вертикально, остриями вверх три серебряных наконечника от стрел, под ним внизу золотой лев, обращенный вправо, с красным языком. над щитом дворянский коронованный шлем. Нашлемник - павлиний хвост натурального цвета. Намет голубой с серебром. Щитодержатели: два барсука натурального цвета. Девиз  "ГОСПОДЬ МОЯ ЗАЩИТА"  черными буквами на золотой ленте.